# Maria Therese Tviberg
Maria Therese Tviberg (ur. 7 kwietnia 1994 w Bergen) – norweska narciarka alpejska, brązowa medalistka olimpijska, dwukrotna medalistka mistrzostw świata seniorów i juniorów.

## Kariera
Po raz pierwszy na arenie międzynarodowej Maria Therese Tviberg pojawiła się 20 listopada 2009 roku w Geilo, gdzie w zawodach FIS Race zajęła 33. miejsce w gigancie. W 2011 roku wystartowała na mistrzostwach świata juniorów w Crans-Montana, gdzie jej najlepszym wynikiem było 26. miejsce w zjeździe. Na rozgrywanych dwa lata później mistrzostwach świata juniorów w Québecu wywalczyła srebrny medal w kombinacji. W zawodach tych rozdzieliła na podium swą rodaczkę Ragnhild Mowinckel oraz Francuzkę Adeline Baud. Srebrny medal zdobyła także w zjeździe podczas mistrzostw świata juniorów w Hafjell w 2015 roku. Tym razem uplasowała się między kolejną Norweżką, Miną Fürst Holtmann a Włoszką Nicol Delago.
W zawodach Pucharu Świata zadebiutowała 24 stycznia 2015 roku w Sankt Moritz, zajmując szesnaste miejsce w zjeździe. Tym samym już w swoim debiucie wywalczyła pierwsze pucharowe punkty. W klasyfikacji generalnej sezonu 2014/2015 zajęła ostatecznie 85. miejsce.
W 2015 roku wystartowała na mistrzostwach świata w Vail/Beaver Creek, zajmując między innymi 25. miejsce w supergigancie i 27. miejsce w zjeździe. Na rozgrywanych dwa lata później mistrzostwach świata w Sankt Moritz jej najlepszym wynikiem było czternaste miejsce w superkombinacji. Wzięła też udział w igrzyskach olimpijskich w Pekinie w 2022 roku, gdzie razem z reprezentacją Norwegii zdobyła brązowy medal w zawodach drużynowych. Zajęła tam także 12. miejsce w gigancie. Podczas mistrzostw świata w Courchevel/Méribel w 2023 roku zdobyła dwa medale. Najpierw razem z koleżankami i kolegami z reprezentacji zdobyła srebrny medal w zawodach drużynowych. Dzień później zwyciężyła w gigancie równoległym, zdobywając pierwszy w historii złoty medal dla Norwegii w tej konkurencji. Pozostałe miejsca na podium zajęły Wendy Holdener ze Szwajcarii i kolejna Norweżka, Thea Louise Stjernesund.

## Osiągnięcia

### Igrzyska olimpijskie
| Miejsce | Dzień     | Rok  | Miejscowość | Konkurencja | Czas biegu | Strata | Zwyciężczyni |
| ------- | --------- | ---- | ----------- | ----------- | ---------- | ------ | ------------ |
| 12.     | 7 lutego  | 2022 | Pekin       | Gigant      | 1:55,69    | +2,38  | Sara Hector  |
| DNF1    | 9 lutego  | 2022 | Pekin       | Slalom      | 1:44,98    | -      | Petra Vlhová |
| brąz    | 20 lutego | 2022 | Pekin       | Drużynowo   | -          | -      | Austria      |

### Mistrzostwa świata
| Miejsce | Dzień     | Rok  | Miejscowość        | Konkurencja       | Czas biegu | Strata | Zwyciężczyni         |
| ------- | --------- | ---- | ------------------ | ----------------- | ---------- | ------ | -------------------- |
| 25.     | 3 lutego  | 2015 | Vail/Beaver Creek  | Supergigant       | 1:10,29    | +3,18  | Anna Fenninger       |
| 27.     | 6 lutego  | 2015 | Vail/Beaver Creek  | Zjazd             | 1:45,89    | +2,89  | Tina Maze            |
| DNF2    | 9 lutego  | 2015 | Vail/Beaver Creek  | Superkombinacja   | 2:33,37    | -      | Tina Maze            |
| 25.     | 7 lutego  | 2017 | Sankt Moritz       | Supergigant       | 1:32,34    | +2,72  | Nicole Schmidhofer   |
| 14.     | 10 lutego | 2017 | Sankt Moritz       | Superkombinacja   | 1:58,88    | +2,39  | Wendy Holdener       |
| 25.     | 12 lutego | 2017 | Sankt Moritz       | Zjazd             | 1:32,85    | +2,54  | Ilka Štuhec          |
| 2.      | 14 lutego | 2023 | Courchevel/Méribel | Drużynowo         | -          | -      | Stany Zjednoczone    |
| 1.      | 15 lutego | 2023 | Courchevel/Méribel | Gigant równoległy | -          | -      | -                    |
| 19.     | 17 lutego | 2023 | Courchevel/Méribel | Gigant            | 2:07,13    | +2,57  | Mikaela Shiffrin     |
| DNS2    | 18 lutego | 2023 | Courchevel/Méribel | Slalom            | 1:43,15    | -      | Laurence St. Germain |

### Mistrzostwa świata juniorów
| Miejsce | Dzień     | Rok  | Miejscowość   | Konkurencja     | Czas biegu | Strata | Zwyciężczyni            |
| ------- | --------- | ---- | ------------- | --------------- | ---------- | ------ | ----------------------- |
| 26.     | 1 lutego  | 2011 | Crans-Montana | Zjazd           | 1:32,11    | +3,52  | Lotte Smiseth Sejersted |
| DNF     | 5 lutego  | 2011 | Crans Montana | Supergigant     | 1:28,23    | -      | Elena Curtoni           |
| 8.      | 21 lutego | 2013 | Québec        | Slalom          | 1:52,10    | +1,74  | Magdalena Fjällström    |
| 29.     | 22 lutego | 2013 | Québec        | Gigant          | 2:22,23    | +3,50  | Lisa-Maria Zeller       |
| 35.     | 24 lutego | 2013 | Québec        | Supergigant     | 1:00,89    | +2,73  | Stephanie Venier        |
| 5.      | 26 lutego | 2013 | Québec        | Zjazd           | 1:11,18    | +0,38  | Jennifer Piot           |
| 2.      | 26 lutego | 2013 | Québec        | Kombinacja      | ?          | ?      | Ragnhild Mowinckel      |
| 29.     | 7 marca   | 2015 | Hafjell       | Gigant          | 2:25,14    | +3,83  | Nina Ortlieb            |
| DNF2    | 9 marca   | 2015 | Hafjell       | Slalom          | 1:43,54    | -      | Paula Moltzan           |
| 20.     | 10 marca  | 2015 | Hafjell       | Supergigant     | 1:23,81    | +1,70  | Federica Sosio          |
| 6.      | 10 marca  | 2015 | Hafjell       | Superkombinacja | 2:08,54    | +1,75  | Rahel Kopp              |
| 2.      | 10 marca  | 2015 | Hafjell       | Zjazd           | 1:32,58    | +0,50  | Mina Fürst Holtmann     |

### Puchar Świata

#### Miejsca w klasyfikacji generalnej
- sezon 2014/2015: 85.
- sezon 2016/2017: 51.
- sezon 2018/2019: 114.
- sezon 2019/2020: 56.
- sezon 2020/2021: 63.
- sezon 2021/2022: 40.
- sezon 2022/2023: 44.

#### Miejsca na podium w zawodach
Tviberg nie stawała na podium zawodów PŚ.